# ليوبولد زينغرل
ليوبولد زينغرل (بالألمانية: Leopold Zingerle)‏ (10 أبريل 1994 بألمانيا - ) هو لاعب كرة قدم ألماني في مركز حراسة المرمى. لعب مع بادربورن 07 وبايرن ميونخ الثاني وبايرن ميونخ وغرويتر فورت ونادي ماغديبورغ وSpVgg Greuther Fürth II ‏.

## روابط خارجية
- ليوبولد زينغرل على موقع الاتحاد الأوربي (الإنجليزية)
- ليوبولد زينغرل على موقع قاعدة بيانات كرة القدم.إي يو (الإنجليزية)
- ليوبولد زينغرل على موقع بيانات كرة القدم. دي إي (الألمانية)
- ليوبولد زينغرل على موقع Soccerway.com (الإنجليزية)
- ليوبولد زينغرل على موقع عالم كرة القدم.نت (الإنجليزية)
- ليوبولد زينغرل على موقع AS.com (الإسبانية)